# 管家堡乡
管家堡乡，是中华人民共和国山西省大同市左云县下辖的一个乡镇级行政单位。

## 行政区划
管家堡乡下辖以下地区：
管家堡村、海家窑村、辛村、榆柏墩村、徐达窑村、黑土口村、黄土口村、保安村、平川村、威鲁村、元台子村、金家沟村、东辛庄村、陈仓窑村、廖家堡村、太平墩村、六队村、西二队村、黑烟墩村、曹家窑村和后辛庄村。